# Принцева, Галина Ивановна
Принцева Галина Ивановна (19 июня 1948 года — 2014 г. Кызыл, Тувинская автономная область) — поэт, переводчик, литературовед. Кандидат филологических наук, видный деятель культуры республики.

## Биография
Принцева Галина Ивановна родилась 19 июня 1948 года в городе Кызыле Тувинской автономной области в семье педагогов. В детстве жила на Дону и на Волге. Окончила Кызылскую школу № 3, филологический факультет КГПИ (1969), аспирантуру Педагогического университета им. Н. Крупской в Москве (1973). В 1974 году под руководством профессора Г. Л. Абрамовича написала кандидатскую диссертацию «Сахалинские произведения А. П. Чехова начала и середины 90-х годов (идеи и стиль)». С 1969 года началась её преподавательская деятельность в стенах Тувинского государственного университета (в те годы — Кызылского пединститута), на кафедре русского языка и литературы. Она за годы своей работы воспитала не одно поколение студентов, дала им прочные и глубокие знания, заложила в них любовь к русскому языку и стремление к профессиональному совершенствованию. Г. Принцева была не только опытным руководителем-практиком, но и завкафедрой, укрупняющим масштабы стратегических целей. Имея давние связи с коллегами Абаканского пединститута, на базе которого в 1994 году был создан Хакасский государственный университет, она привлекла в 2001 году к работе на кафедре по совместительству докторов филологических наук В. А. Карамашеву, В. П. Прищепу. Благодаря совместным усилиям ученых Тувы и Хакасии в результате продуманной кадровой политики, которую до последнего дня жизни проводила Г. И. Принцева, состоялись успешные защиты кандидатских диссертаций. Именно по инициативе Г. И. Принцевой в 2012 году в ТувГУ открыта аспирантура по кафедре литературы.
Умерла в 2014 году.

## Творчество
Начала писать с 16 лет (1962). Участвовала в семинаре молодых поэтов в Чите (1962). Посещала занятия литобъединения «Исток», возглавляемого С. Козловой. Автор двух поэтических сборников «Память любви» (1988, 2004). На тувинском языке вышел поэтический сборник «Шаанак» (Вереск, 2003) в переводе С. Комбу. Стихи Принцевой очень изящны, тонки, лиричны, женственны.
Г. Принцева — автор многих научных статей. Она исследовала творчество А. П. Чехова, русскую поэзию Тувы. На русский язык перевела стихи тувинских поэтов В. Саган-оола, М. Олчей-оола, Ч. Куулара, К. Натпий-оола, Ч. Доржу, З. Намзырай, Б. Маады, З. Амыр-Донгак, С. Хомушку и др.

## Награды и звания
- Заслуженный работник образования Республики Тыва (2003)
- Почетный работник высшего профессионального образования Российской Федерации

## Основные публикации
- Память любви: стихи. — Кызыл: Тип. «Эне сөзү», 1998. — 60 с.
- Память любви: стихи. — Кызыл: Тув. кн. изд-во, 2004. — 160 с.

На тувинском языке:
- Шаанак. С. Комбу. — Кызыл: РИО ТывГУ, 2003. — 28 ар. Вереск: Стихи.